# (1182) Ilona
(1182) Ilona est un astéroïde de la ceinture principale découvert le 3 mars 1927 par l'astronome allemand Karl Wilhelm Reinmuth. Le lieu de découverte est Heidelberg (024). Sa désignation provisoire était 1927 EA.